# 小行星999
小行星999（999 Zachia）是一颗围绕太阳公转的小行星。
該小行星以奧地利天文學家弗朗茲·克薩韋爾·馮·扎克命名。

## 参数
这颗小行星的绝对星等为11.1等，自转周期为22.77小时。